# Ahmed Al-Rawi
Ahmed Hisham Ali Musa Al-Rawi (in arabo أحمد هشام علي موسى الراوي‎?; Baghdad, 30 maggio 2004) è un calciatore qatariota, attaccante dell'Al-Rayyan.

## Biografia
Figlio del calciatore iracheno Hisham Al-Rawi, si è trasferito con la famiglia in Siria nel 2006 e in Qatar nel 2007. Suo fratello Bassam è anch'egli un calciatore qatariota.

## Carriera
Il 19 ottobre 2022 va in prestito alla seconda squadra riserva dell'Alcorcón.

## Statistiche

### Presenze e reti nei club
| Stagione         | Squadra          | Campionato       | Campionato | Campionato | Coppe nazionali | Coppe nazionali | Coppe nazionali | Coppe continentali | Coppe continentali | Coppe continentali | Altre coppe | Altre coppe | Altre coppe | Totale | Totale |
| Stagione         | Squadra          | Comp             | Pres       | Reti       | Comp            | Pres            | Reti            | Comp               | Pres               | Reti               | Comp        | Pres        | Reti        | Pres   | Reti   |
| ---------------- | ---------------- | ---------------- | ---------- | ---------- | --------------- | --------------- | --------------- | ------------------ | ------------------ | ------------------ | ----------- | ----------- | ----------- | ------ | ------ |
| 2020-2021        | Al-Rayyan        | QL               | -          | -          | CQ+CQ           | -+0             | -+0             | -                  | -                  | -                  | CdL+CdL     | -           | -           | 0      | 0      |
| 2021-2022        | Al-Rayyan        | QL               | 2          | 0          | CQ              | 3               | 0               | AFC                | 4                  | 0                  | CdL         | -           | -           | 9      | 0      |
| Totale Al Rayyan | Totale Al Rayyan | Totale Al Rayyan | 2          | 0          |                 | 3               | 0               |                    | 4                  | 0                  |             | -           | -           | 9      | 0      |
| Totale carriera  | Totale carriera  | Totale carriera  | 2          | 0          |                 | 3               | 0               |                    | 4                  | 0                  |             | -           | -           | 9      | 0      |

### Cronologia presenze in nazionale
| Cronologia completa delle presenze e delle reti in nazionale ― Qatar | Cronologia completa delle presenze e delle reti in nazionale ― Qatar | Cronologia completa delle presenze e delle reti in nazionale ― Qatar | Cronologia completa delle presenze e delle reti in nazionale ― Qatar | Cronologia completa delle presenze e delle reti in nazionale ― Qatar | Cronologia completa delle presenze e delle reti in nazionale ― Qatar | Cronologia completa delle presenze e delle reti in nazionale ― Qatar | Cronologia completa delle presenze e delle reti in nazionale ― Qatar |
| Data                                                                 | Città                                                                | In casa                                                              | Risultato                                                            | Ospiti                                                               | Competizione                                                         | Reti                                                                 | Note                                                                 |
| -------------------------------------------------------------------- | -------------------------------------------------------------------- | -------------------------------------------------------------------- | -------------------------------------------------------------------- | -------------------------------------------------------------------- | -------------------------------------------------------------------- | -------------------------------------------------------------------- | -------------------------------------------------------------------- |
| 16-11-2023                                                           | Al Rayyan                                                            | Qatar                                                                | 8 – 1                                                                | Afghanistan                                                          | Qual. Mondiali 2026                                                  | -                                                                    | 61’                                                                  |
| 21-3-2024                                                            | Doha                                                                 | Qatar                                                                | 3 – 0                                                                | Kuwait                                                               | Qual. Mondiali 2026                                                  | 1                                                                    | 46’                                                                  |
| 26-3-2024                                                            | al-Farwaniyya                                                        | Kuwait                                                               | 1 – 2                                                                | Qatar                                                                | Qual. Mondiali 2026                                                  | -                                                                    | 68’                                                                  |
| 6-6-2024                                                             | Al-Hasa                                                              | Afghanistan                                                          | 0 – 0                                                                | Qatar                                                                | Qual. Mondiali 2026                                                  | -                                                                    |                                                                      |
| 11-6-2024                                                            | Al Rayyan                                                            | Qatar                                                                | 2 – 1                                                                | India                                                                | Qual. Mondiali 2026                                                  | 1                                                                    | 45+1’                                                                |
| 10-9-2024                                                            | Vientiane                                                            | Corea del Nord                                                       | 2 – 2                                                                | Qatar                                                                | Qual. Mondiali 2026                                                  | -                                                                    | 46’                                                                  |
| 20-3-2025                                                            | Doha                                                                 | Qatar                                                                | 5 – 1                                                                | Corea del Nord                                                       | Qual. Mondiali 2026                                                  | 1                                                                    | 62’                                                                  |
| 25-3-2025                                                            | Biškek                                                               | Kirghizistan                                                         | 3 – 1                                                                | Qatar                                                                | Qual. Mondiali 2026                                                  | -                                                                    | 53’                                                                  |
| Totale                                                               |                                                                      | Presenze                                                             | 8                                                                    |                                                                      | Reti                                                                 | 3                                                                    |                                                                      |